# Beniamino Bonomi
Beniamino Bonomi (Verbania, 9 de marzo de 1968) es un deportista italiano que compitió en piragüismo en la modalidad de aguas tranquilas.
Participó en cinco Juegos Olímpicos de Verano entre los años 1988 y 2004, obteniendo un total de cuatro medallas, una de oro y tres de plata. Ganó siete medallas en el Campeonato Mundial de Piragüismo entre los años 1991 y 1998, y dos medallas en el Campeonato Europeo de Piragüismo de 1997.

## Palmarés internacional
| Juegos Olímpicos   | Juegos Olímpicos         | Juegos Olímpicos  | Juegos Olímpicos |
| Año                | Lugar                    | Medalla           | Evento           |
| ------------------ | ------------------------ | ----------------- | ---------------- |
| 1996               | Atlanta (Estados Unidos) | Medalla de plata  | K1 1000 m        |
| 1996               | Atlanta (Estados Unidos) | Medalla de plata  | K2 500 m         |
| 2000               | Sídney (Australia)       | Medalla de oro    | K2 1000 m        |
| 2004               | Atenas (Grecia)          | Medalla de plata  | K2 1000 m        |
| Campeonato Mundial |                          |                   |                  |
| Año                | Lugar                    | Medalla           | Evento           |
| 1991               | París (Francia)          | Medalla de plata  | K1 10 000 m      |
| 1995               | Duisburgo (Alemania)     | Medalla de oro    | K2 500 m         |
| 1997               | Dartmouth (Canadá)       | Medalla de plata  | K1 1000 m        |
| 1997               | Dartmouth (Canadá)       | Medalla de plata  | K2 200 m         |
| 1997               | Dartmouth (Canadá)       | Medalla de plata  | K2 500 m         |
| 1998               | Szeged (Hungría)         | Medalla de plata  | K2 500 m         |
| 1998               | Szeged (Hungría)         | Medalla de plata  | K4 200 m         |
| Campeonato Europeo |                          |                   |                  |
| Año                | Lugar                    | Medalla           | Evento           |
| 1997               | Plovdiv (Bulgaria)       | Medalla de bronce | K1 1000 m        |
| 1997               | Plovdiv (Bulgaria)       | Medalla de oro    | K2 500 m         |